# Bogumilo di Gniezno
Bogumilo (XII secolo – 1179/1182) è stato un santo polacco del XII secolo, le cui reliquie sono venerate a Uniejów. Potrebbe essere stato arcivescovo di Gniezno o abate di Mogilno.

## Biografia
Le prime biografie del santo sono piuttosto tarde e contengono dati poco attendibili.
Secondo una Vita redatta a Dobrowo, sarebbe disceso dalla famiglia di sant'Adalberto e, dopo aver retto l'arcidiocesi di Gniezno tra il 1170 e il 1182, avrebbe rinunciato alla dignità episcopale per le pressioni di alcuni potenti signori del luogo e si sarebbe ritirato in un eremo, donando i beni che possedeva a Dobrowo ai cistercensi.
Una Vita scritta dai cistercensi a Koronowo lo vuole nato nel 1116 a Koźmin: dopo aver studiato a Gniezno e a Parigi, sarebbe divenuto sacerdote e nel 1167 sarebbe succeduto allo zio Giovanni come vescovo di Gniezno; desiderando seguire l'esempio di san Romualdo, ottenuto il permesso di papa Alessandro III, avrebbe rinunciato all'episcopato e si sarebbe ritirato a vita eremitica a Dobrowo dove, dopo una visione della Vergine, si sarebbe spento il 10 giugno 1182.
Né gli studi di Jan Długosz, né i necrologi antichi, però, citano alcun vescovo di nome Bogumilo nella sede di Gniezno in quegli anni. Alcuni studiosi propongono di identificare Bogumilo con Pietro, che succedette al vescovo Giovanni Zdzislao (Bogumilo sarebbe la variante slava del nome Pietro); altri lo identificano con un Włościbor, che sarebbe stato eletto arcivescovo dal capitolo di Gniezno nel 1279 ma che avrebbe rifiutato l'elezione su pressione di Premislao II e si sarebbe ritirato a Dobrowo.
Secondo Pietro David, Bogumilo non sarebbe mai stato un vescovo, ma sarebbe da identificare con l'abate del monastero benedettino di Mogilno che, avendo rinunciato alla dignità abbaziale, si ritirò a vita eremitica e morì tra il 1179 e il 1182.

## Il culto
Le prime testimonianze del culto di san Bogumilo risalgono al Quattrocento (esistono due decreti emanati dagli arcivescovi di Gniezno nel 1443 e nel 1462 riguardanti le offerte alla sua tomba, che si trova nella chiesa della Santissima Trinità di Dobrowo); una ricognizione delle reliquie si ebbe attorno al 1580 e portarono al ritrovamento nella sua tomba di bastone pastorale e anello, che attesterebbero la sua dignità episcopale.
Antichi dipinti custoditi a Dobrowo lo raffigurano con mitria, pastorale e abito camaldolese, il che fa ipotizzare l'appartenenza di Bogumilo a quest'ordine.
Nel 1668 il suo corpo fu traslato nella collegiata di Uniejów.
Le prime istanze per la conferma del culto del santo furono presentate verso la metà del Seicento dall'arcivescovo Matteo Łubieński; il 27 maggio 1925 papa Pio XI approvò il culto del santo e ne stabilì la festa al 10 giugno per tutta la Polonia.
Il suo elogio si legge nel Martirologio romano al 10 giugno.